# Dara Howell
Dara Howell (* 23. August 1994 in Huntsville, Ontario) ist eine kanadische Freestyle-Skierin. Sie ist seit dem 11. Februar 2014 die erste Olympiasiegerin im Ski-Slopestyle.

## Biografie
Howell wurde in Huntsville, Ontario geboren. Sie besuchte vier Jahre lang in ihrer Heimatstadt die Huntsville High School, bevor sie im Herbst 2012 ein Fernstudium am Tawingo College begann.

### Sportliche Karriere
Howell gehört seit dem Winter 2010 zum Muskoka Ski Club auf den Hidden Valley Highlands in Huntsville, Ontario. Zuvor gehörte sie zum Skilanglauf-Team des Arrowhead Nordic Ski Club am Shaw Lake, Muskoka.
Sie feierte für den Muskoka Ski Club ihr Slopestyle-Debüt bei den nationalen Meisterschaften im März 2011 im US-amerikanischen Stratton Mountain Ski Resort in Vermont. Neun Monate später im Dezember 2011 gab sie auch ihr Weltcupdebüt am Copper Mountain in Summit County, Colorado. Es folgte der erste Erfolg, in dem sie bei den X-Games im französischen Tignes im März 2012 die Silbermedaille gewann. Bei den X-Games im Januar 2013 in Aspen, Colorado und im März 2013 im französischen Tignes gewann Howell jeweils die Bronzemedaille. Bei der Freestyle-Skiing-Weltmeisterschaft 2013 im norwegischen Voss gewann sie die Silbermedaille. Sie schloss das Jahr 2013 mit dem 30. Platz in der Gesamtwertung ab.
Mit 19 Jahren nahm sie im Februar 2014 bei den Olympischen Winterspielen 2014 in Sotschi teil und gewann dort die Goldmedaille im Ski-Slopestyle-Wettbewerb der Frauen. Sie widmete den Olympiasieg der 2012 gestorbenen Landsfrau Sarah Burke. Ihr Sieg wurde vom schweren Sturz ihrer Landsfrau und gebürtigen Japanerin Yuki Tsubota überschattet, die sich einen Kieferbruch zuzog.

## Erfolge

### Olympische Spiele
- Sotschi 2014: 1. Slopestyle

### Weltmeisterschaften
- Inawashiro 2009: 2. Slopestyle

### Weitere Erfolge
- Beste Gesamtrangliste: 30. (im Jahr 2013.)
- Bester Rang im Slopestyle: 2. (im Jahr 2013.)
- 4 Podestplätze und 1 Sieg (Copper Mountain 2013)
- Gold FIS US Grand Prix Slopestyle World Cup 2013[13]
- Bronze US Freeskiing Grand Prix in Park City, Utah[14]